# Louis Jacobs

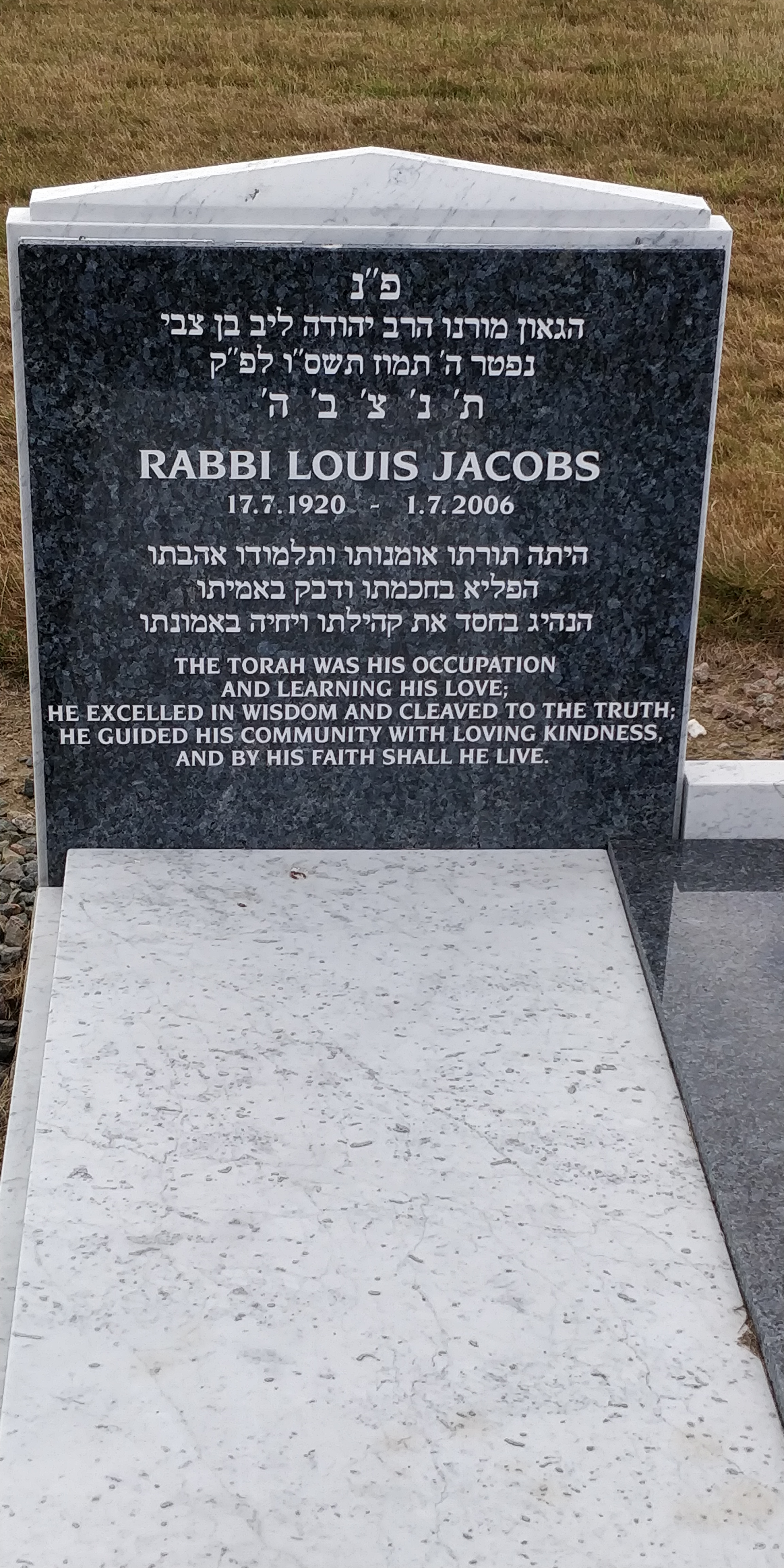
Tomba di Louis Jacobs a Cheshunt

Louis Jacobs in ebraico לואיס ג'ייקובס‎? (Manchester, 17 luglio 1920 – Londra, 1º luglio 2006) è stato un teologo e rabbino britannico, fondatore dell'Ebraismo Masorti (noto anche come Ebraismo conservatore) nel Regno Unito. Importante autore e teologo negli anni '60, è stato rabbino della Sinagoga New West End di Londra.

## Pubblicazioni
(parziale)
- Jewish Prayer
- We Have Reason to Believe (1957, ed. riv. 1961 e 1965)
- Jewish Values
- Jewish Thought Today (Serie: "Chain of Tradition", Vol. 3)
- Studies in Talmudic Logic (and Methodology) (1961)
- A Jewish Theology
- Jewish Ethics, Philosophy and Mysticism
- The Book of Jewish Belief
- What does Judaism say about ...? (The New York Times Library of Jewish Knowledge)
- The Jewish Religion: A Companion, (1995), Oxford University Press, ISBN 0-19-826463-1
- Turn Aside from Evil and Do Good: An Introduction and a Way to the Tree of Life, (1995), "The Littman Library of Jewish Civilization", ISBN 1-874774-10-2 (autore = Zevi Hirsch Eichenstein, trad. di Louis Jacobs)